# Laterallus ruber
La polluela rojiza, polluela canela, polluela colorada, burrito colorado o gallineta colorada  (Laterallus ruber) es una especie de ave gruiforme de la familia Rallidae. Es nativo de México, Guatemala, Belice, Honduras, Nicaragua y ocurre ocasionalmente en Panamá.  Es posiblemente extinto en Costa Rica. Su hábitat consiste de humedales, como pantanos y ciénagas. No tiene subespecies reconocidas. Un ave pequeña (15 cm) y elusiva de humedales de agua dulce, zonas inundables y acequias; es más fácil escucharla que verla. Camina en silencio y corre rápidamente
En su libro Fagan y Komarnos dice que es más posible encontrarlo en el Caribe y poco en el Pacífico hasta una altura de 1500 m s. n. m. Que prefiere zonas inundables de hierbas altas y cañas, lo cual dificulta su observación. 